# Kýchavice bílá
Kýchavice bílá (Veratrum album) je jedovatá bylina z čeledi kýchavicovité (Melanthiaceae). Roste v oblasti Eurasie.
Navzdory své prudké jedovatosti je užívána v homeopatii proti objemnému zvracení.

## Popis

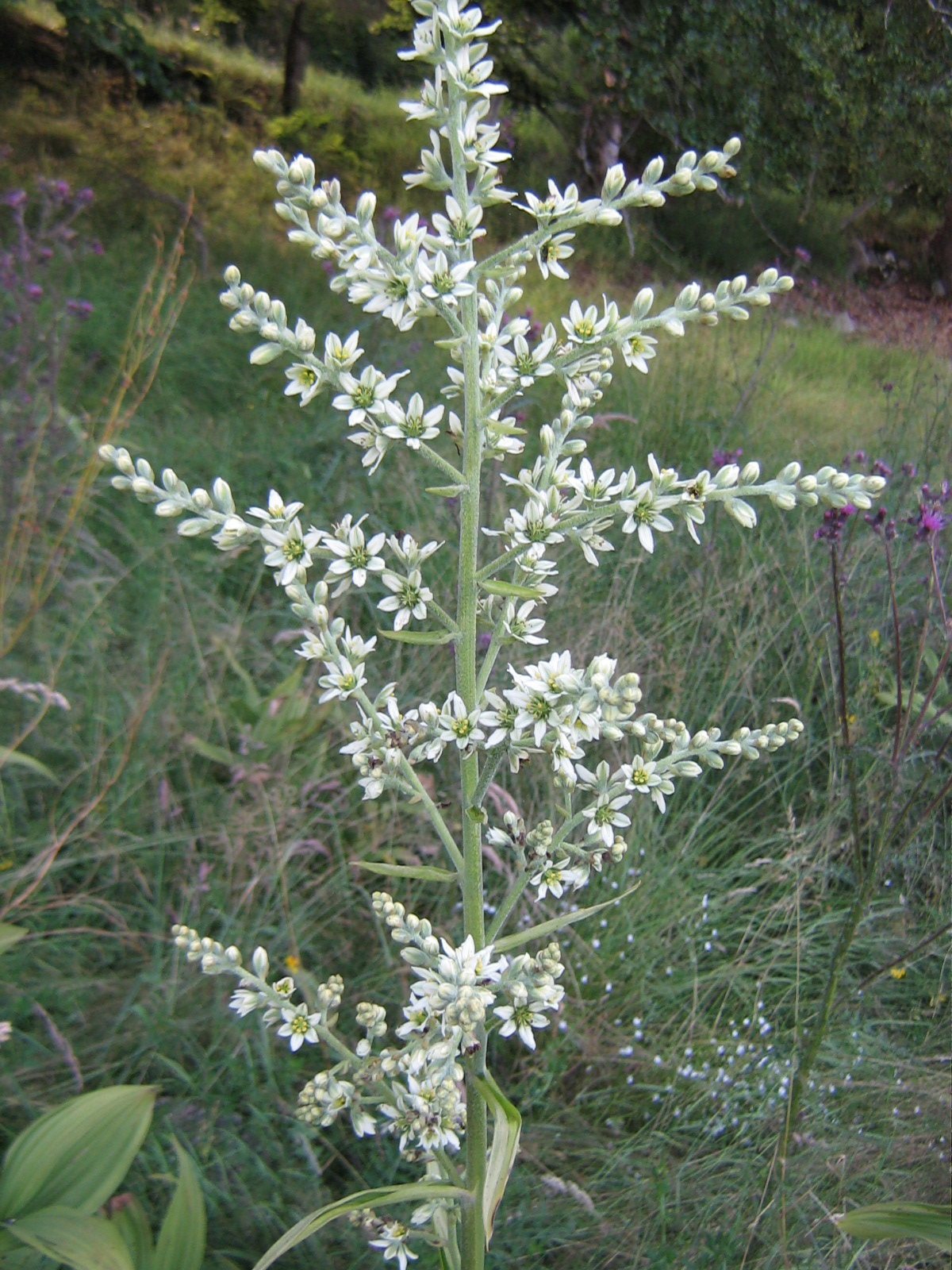
Kýchavice bílá (Veratrum album)

Jedná se o vytrvalou bylinu s tlustým oddenkem pokrytým zbytky starých listových pochev. Má přímou lodyhu dorůstající až 175 centimetrů a elipsovité střídavé listy. Mezi její spásače patří tesařík úzkoštítý (Agapanthia villosoviridescens).

## Výskyt
Kýchavice bílá roste v oblasti Eurasie.
V České republice patří mezi ohrožené druhy.

## Obsah látek
V rostlině byl isolovaný resveratrol.

## Otrava
Kořen kýchavice bílé je silně jedovatý. Paralyzuje nervový systém. Kýchavice bílá bývá občas zaměňovaná za hořec žlutý (Gentiana lutea), který je používaný do nápojů. Často se tak stává, že se místo hořce nápoj omylem připraví z kořene kýchavice bílé Löbelovy. Ze Švýcarska je známo několik takových otrav. První příznaky otravy jsou nevolnost a sucho v ústech. Do tří hodin člověk umírá.
Jsou známy také dva případy smrtelné otravy po požití semen. V krvi obětí byly objeveny toxiny veratridin a cevadin. V roce 1983 bylo ve Skandinávii hlášeno několik případů vážných otrav z kýchacích prášků vyrobených v Západním Německu z kýchavice bílé.
V roce 2014 přišli vědci[kdo?] s teorií, že za smrtí Alexandra Velikého mohla být otrava vínem, vyrobeným z kýchavice bílé. Dříve se spíše uvažovalo o otravě arsenem.

## Poddruhy
- kýchavice bílá pravá (Veratrum album subsp. album)
- kýchavice bílá Lobelova (Veratrum album subsp. lobelianum (Bernh.) Arcang.)

## Galerie

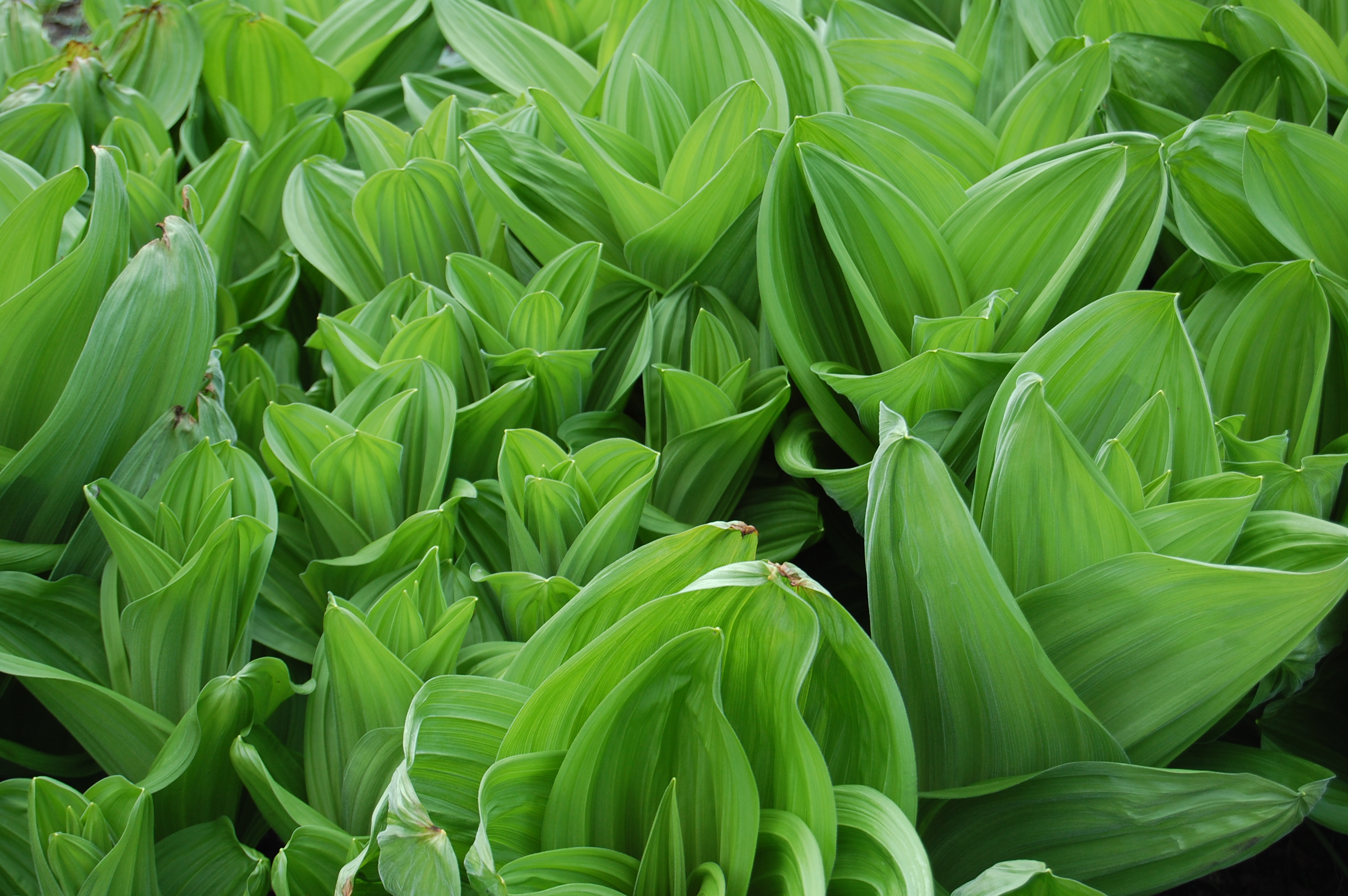
Listy kýchavice bílé
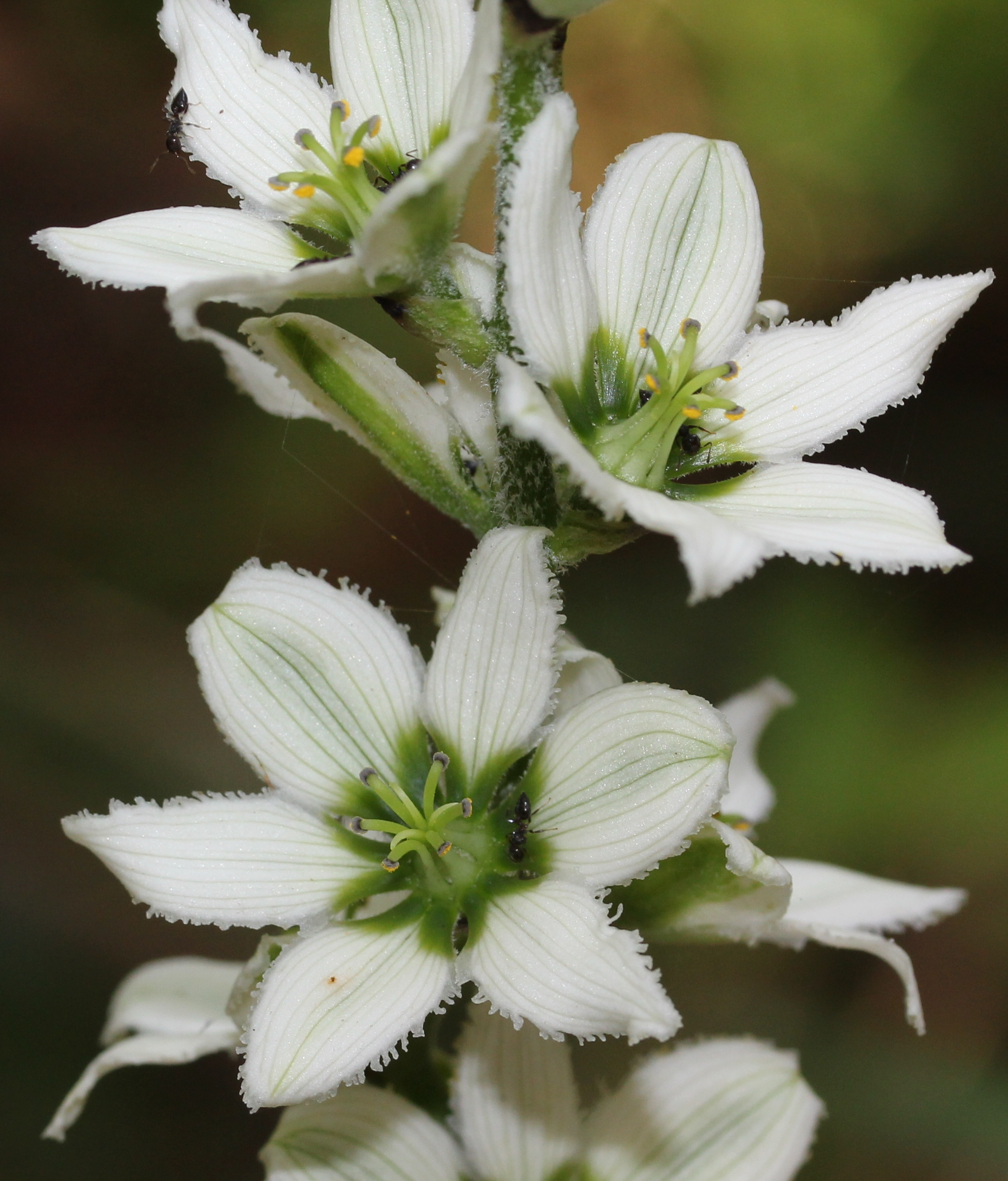
Květy Veratrum album var. oxysepalum